# Fabienne Reuteler
Fabienne Reuteler (* 2. September 1979 in Uster) ist eine ehemalige Schweizer Profisnowboarderin.
Sie war FIS-Junioren-Weltmeisterin in der Halfpipe 1999. Bei den Olympischen Winterspielen 2002 in Salt Lake City gewann sie in der Halfpipe die Bronzemedaille. In derselben Saison wurde sie auch ISF-Weltmeisterin in der Halfpipe. Bei der Snowboard-Weltmeisterschaft 2003 in Kreischberg holte sie Bronze in der Halfpipe.
Fabienne Reuteler ist 2004 vom wettkampfmässigen Snowboard-Sport zurückgetreten, um sich vollständig auf den Abschluss ihres Betriebswirtschaftsstudium zu konzentrieren. Sie lebt in Wollerau.